# Opisthorchiase

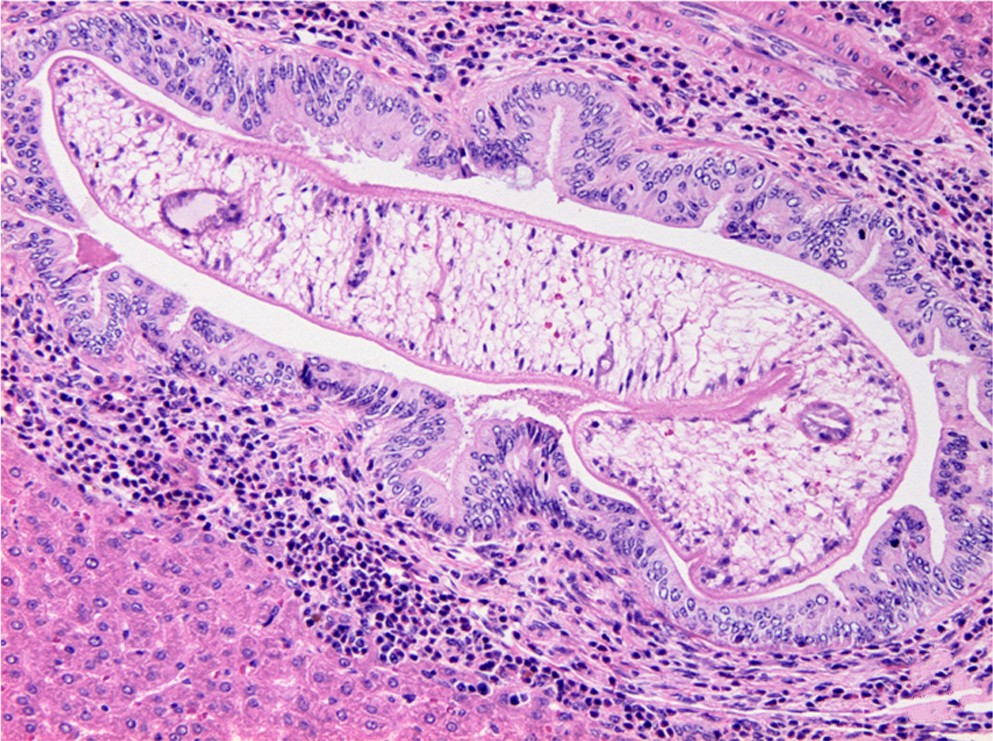
Photographie d'un Opisthorchis viverrini adulte, prélevé dans les canaux biliaires d'un hamster atteint d'opisthorchiase.

 Mise en garde médicale
L'opisthorchiase est une maladie parasitaire causée par certaines espèces du genre Opisthorchis (en particulier Opisthorchis viverrini et Opisthorchis felineus). Elle peut entraîner un cholangiocarcinome.
Les coûts des soins médicaux et de la perte de salaire causés par Opisthorchis viverrini au Laos et en Thaïlande s'élèvent à environ 120 millions de USD par an. En Asie, l'infection par Opisthorchis viverrini touche les populations les plus pauvres. L'opisthorichiase figure sur la liste de l'Organisation mondiale de la santé parmi les 20 maladies tropicales négligées, aux côtés des autres trématodoses d'origine alimentaire.

## Symptômes
Les symptômes de l'opisthorchiase sont les mêmes que ceux de la clonorchiase. Environ 80 % des personnes infectées sont asymptomatiques, même si elles peuvent présenter une éosinophilie. L'infection peut être asymptomatique lorsqu'il y a moins de 1 000 œufs par gramme de selles. L’infection est considérée comme grave lorsqu’il y a entre 10 000 et 30 000 œufs par gramme de selles. Les symptômes d'infections graves peuvent inclure la diarrhée, des douleurs épigastriques, un manque d'appétit, de la fatigue, un ictère et une légère fièvre.
L'opistorchiase peut provoquer un œdème des jambes, une ascite et une hypertrophie de la vésicule biliaire.

### Opisthorchiase chronique et cholangiocarcinome

Incidence du cholangiocarcinome et prévalence d'O. viverrini en Thaïlande de 1990 à 2001.

Les opistorchiases provoquent le cholangiocarcinome chez l'humain. Clonorchis sinensis et Opisthorchis viverrini sont tous deux classés par le Centre international de recherche sur le cancer comme cancérogènes du groupe 1.
Chez l'humain, l'apparition du cholangiocarcinome est associée à des lésions hépatobiliaires. Les lésions hépatobiliaires sont dues à l'irritation mécanique continue de l'épithélium par les douves présentes, en particulier via leurs ventouses, ainsi que par les processus immunitaires qu'elles provoquent.
L'incidence du cholangiocarcinome est plus élevée dans les régions où Opisthorchis viverrini est hautement endémique. De tous les cancers enregistrés dans le monde en 2002, 0,02 % étaient des cholangiocarcinomes causés par Opisthorchis viverrini.

## Diagnostic
Le diagnostic est généralement établi par la recherche d'œufs d'Opisthorchis viverrini dans les selles selon la technique Kato. Alternativement, un antigène d'Opisthorchis viverrini peut être détecté par test ELISA. Un test par réaction en chaîne par polymérase pouvant être effectué sur les selles a aussi été développé et évalué dans une communauté rurale du centre de la Thaïlande.

## Prévention
La prévention peut être accomplie par l'éducation à l'importance d'une cuisson suffisante de la viande de poisson. Cependant, les coutumes alimentaires consistant à la consommation de poisson cru ou peu cuit persistent dans les zones d'endémie.
Un programme de santé communautaire, connu sous le nom de Programme intégré de lutte contre l'opisthorchiase, a connu du succès dans la région des lacs Lawa, au sud de Khon Kaen.
La cuisson ou la surgélation (−20 °C pendant 7 jours)  des aliments à base de poisson constitue une méthode de prévention efficace. Des méthodes de prévention d'Opisthorchis viverrini dans les étangs piscicoles ont également été proposées.

## Traitement
L'opisthorchiasis est généralement traité par du praziquantel. Une dose unique de praziquantel de 40 mg/kg corporel est efficace contre l'opisthorchiase (et également contre la bilharziose). Malgré l’efficacité de ce composé, le manque d’immunité acquise contre l’infection prédispose les humains à la réinfection dans les régions endémiques. De plus, dans des conditions expérimentales, le traitement de hamsters infestés par Opisthorchis viverrini avec du praziquantel a induit une dispersion des antigènes parasitaires, entraînant des modifications immunopathologiques indésirables à la suite d'une réinfection par Opisthorchis viverrini, un processus qui pourrait initier ou favoriser la développement du cholangiocarcinome chez l'humain. L'albendazole peut être utilisé comme alternative.
Un essai randomisé contrôlé publié en 2011 a montré que la tribandimidine, un anthelminthique à large spectre, semble être au moins aussi efficace que le praziquantel. L'artémisinine est également efficace contre Opisthorchis viverrini.

## Épidémiologie
L'opisthorchiase est répandue chez les populations consommant des cyprinidés crus. La prévalence augmente avec l’âge ; les enfants de moins de 5 ans sont rarement infectés par Opisthorchis viverrini. Les hommes sont plus touchés que les femmes,.
L'Organisation mondiale de la santé estime que les trématodoses d'origine alimentaire touchent 56 millions de personnes dans le monde et que 750 millions sont à risque d'infection,. 80 millions de personnes sont à risque d'opisthorchiase, dont 67 millions à cause d'Opisthorchis viverrini en Asie du Sud-Est et 13 millions à cause d'Opisthorchis felineus au Kazakhstan, en Russie et en Ukraine,.
Dans le bassin inférieur du Mékong, la maladie est hautement endémique, et plus encore dans les basses terres, avec une prévalence pouvant atteindre 60 % dans certaines régions du nord-est de la Thaïlande. Cependant, les estimations utilisant des techniques de diagnostic basées sur la réaction en chaîne par polymérase indiquent que la prévalence est probablement largement sous-estimée. Dans une étude des années 1980, une prévalence de plus de 90 % a été constatée chez les personnes de plus de 10 ans dans un petit village près de Khon Kaen, au nord-est de la Thaïlande, dans la région d'Isan. Des cas sporadiques ont été signalés en Malaisie, à Singapour et aux Philippines. Bien que la prévalence globale ait diminué depuis les premières enquêtes réalisées dans les années 1950, une augmentation s'est produite depuis les années 1990 dans certaines régions, probablement liée à une augmentation de l'aquaculture.
Le chat est le réservoir principal des parasites responsables d'opisthorchiases. Les chiens sont aussi des réservoirs.

## Recherche
Grâce à la modification génétique utilisant la technique CRISPR sur des modèles animaux, les chercheurs ont pu éliminer les gènes responsables des symptômes de l'opisthorchiase, ce qui pourrait conduire à des recherches plus approfondies sur un nouveau traitement et un contrôle de cette maladie et de ses séquelles.